# میشکا
میشکا یا میکادو نوعی شیرینی ویفرمانند و لایه‌لایه است که معمولاً برای پذیرایی به کار می‌رود.

## ترکیبات
این نوع شیرینی معمولاً با استفاده از آرد سفید، آرد نخودچی، روغن، پودر کاکائو، پودر قند، دارچین و شکلات پخته می‌شود.